# Lanjaghbyur
Lanjaghbyur là một đô thị thuộc tỉnh Gegharkunik, Armenia. Dân số ước tính năm 2011 là 2462 người.